# Taxeringskalendern
Taxeringskalendern är matriklar som innehåller offentliga uppgifter i Sverige om taxerad inkomst av tjänst och inkomst av kapital hos fysiska personer, jämte beskattningsbar taxerad inkomst över 100 000 kronor för juridiska personer (aktiebolag), 500 000 kronor för Stockholms stad respektive 125 000 kronor för Stockholm Norra och Södra.[källa behövs]
Sverige och svenska Skatteverket tillämpar en i internationell jämförelse unikt hög lagenlig transparens avseende enskilda medborgares materiella privatliv, endast motsvarat av Norge och Finland.[källa behövs]

## Historik
I Sverige började taxeringskalendrar utges 1905. SAOB belägger ordet först 1923. Två utgivare har varit AB Förenade Kalenderföretagen, ägt av Albert Bonniers förlag, och Kalenderförlaget i Västerås AB. Fram till och med 2008 innehöll taxeringskalendern även förmögenhetsuppgifter, men sedan förmögenhetsskatten avskaffades den 1 januari 2007 finns dessa uppgifter inte längre att tillgå.
Numera utges taxeringskalendern av Kalenderförlaget i Solna. Den är länsindelad och finns representerad i 23 olika utgåvor. Sedan några år innehåller Taxeringskalendern även en topp 100-lista över Sveriges, likväl som varje enskild kommuns största inkomsttagare. Man kan även se genomsnittsinkomsten (uppdelad i olika ålderskategorier) i Sverige, samt genomsnittsinkomsten i respektive kommun. I Taxeringskalendern 2016 introducerades även topplistor för aktiebolag.
Uppgifter i kalendern kommer från Skatteverket som i sin tur får uppgifterna från deklarationer. Alla uppgifter är baserade på det föregående året. 2025 års taxeringskalender är således baserad på deklarationer från 2024, som i sin tur är baserade på inkomster från 2023. Detta kan göra kalendern inaktuell beroende på om personen man läser om har skaffat ett nytt arbete eller fått lönehöjning.
Kreditupplysningsföretag har skaffat en elektronisk version av Taxeringskalendern från Skatteverket och lämnar ut uppgifter mot betalning.
Sedan 2008 finns också Ratsitkatalogen som innehåller uppgifter för alla svenskar.

## Offentlighetsprincipen
Deklarationer omfattas av sekretess enligt 27 kap. 1 § Offentlighets- och sekretesslagen (2009:400). Enligt 6 § är beslut, varigenom skatt eller pensionsgrundande inkomst bestäms eller underlag för bestämmande av skatt fastställs, dock offentliga.